# مقاطعة دوبلين (كارولاينا الشمالية)
مقاطعة دوبلين (بالإنجليزية: Duplin County)‏ هي إحدى مقاطعات ولاية كارولاينا الشمالية في الولايات المتحدة الأمريكية. مركز المقاطعة أو مقعدها هي مدينة كينانزفيل. تأسست هذه المقاطعة سنة 1750.أصل هذه المقاطعة يأتي من: مقاطعة نيوهانوفر.

## أعلام
- ويليام ديكسون